# Фонтан Чотирьох Сезонів
48°51′16.85″ пн. ш. 02°19′30.40″ сх. д. / 48.8546806° пн. ш. 2.3251111° сх. д.

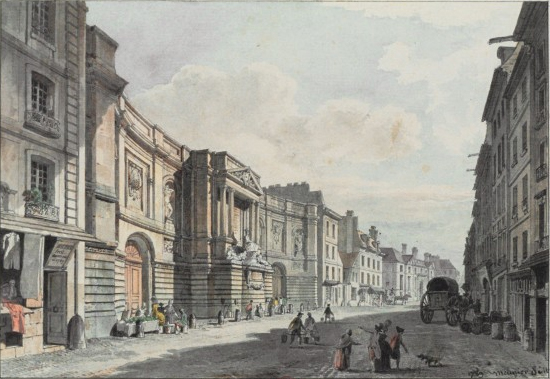
Скульптор Едм Бушардон, фонтан Чотирьох Сезонів на вулиці Гренель, Париж. 1745 р.

Фонтан Чотирьох Сезонів  (фр. Fontaine des Quatre-Saisons) — відомий твір французького скульптора Едма Бушардона, будівництво якого закінчено у 1745 р. в Парижі.
Не всі прихильно ставилися до стилю рококо навіть у Франції. Спроби відійти від стилістики рококо робив скульптор Едм Бушардон (1698—1762). Вже в перших своїх творах Бушардон зробив спроби відмовитися від грайливого рококо, спираючись на досвід французького класицизму XVII ст. та на лаконізм античного мистецтва. Отримавши замову на створення фонтану Чотирьох Сезонів в Парижі, він створив твір, що нічим не нагадував стилістику рококо ні в архітектурі, ні в скульптурі.
Виконуючи державне замовлення від короля Франції, він створив для фонтану розкішну, тричастинну архітектурну декорацію. Серед скульптур другого ярусу і були алегоричні скульптури (Зима, Весна, Літо, Осінь), що і дали назву фонтану. Неприємною стороною був контраст між розкішною декорацією фонтану та його занадто малою продуктивністю, бо тут дзюрчало лише декілька струмків питної води. Недоліки фонтану не завадили отримати схвальні відгуки та навіть на отримання ним довічної пенсії у 1500 ліврів.
Але не припинялися і критичні зауваження. Найбільш значущим був відгук письменника Вольтера, який писав з докором про те, що у Римі фонтани добре слугують і практичній, і декоративній меті. А Париж нагадував Вольєру золотого колоса на глиняних ногах, що неодмінно геть розпадеться.
У 20 столітті фонтан — не діє.

## Галерея

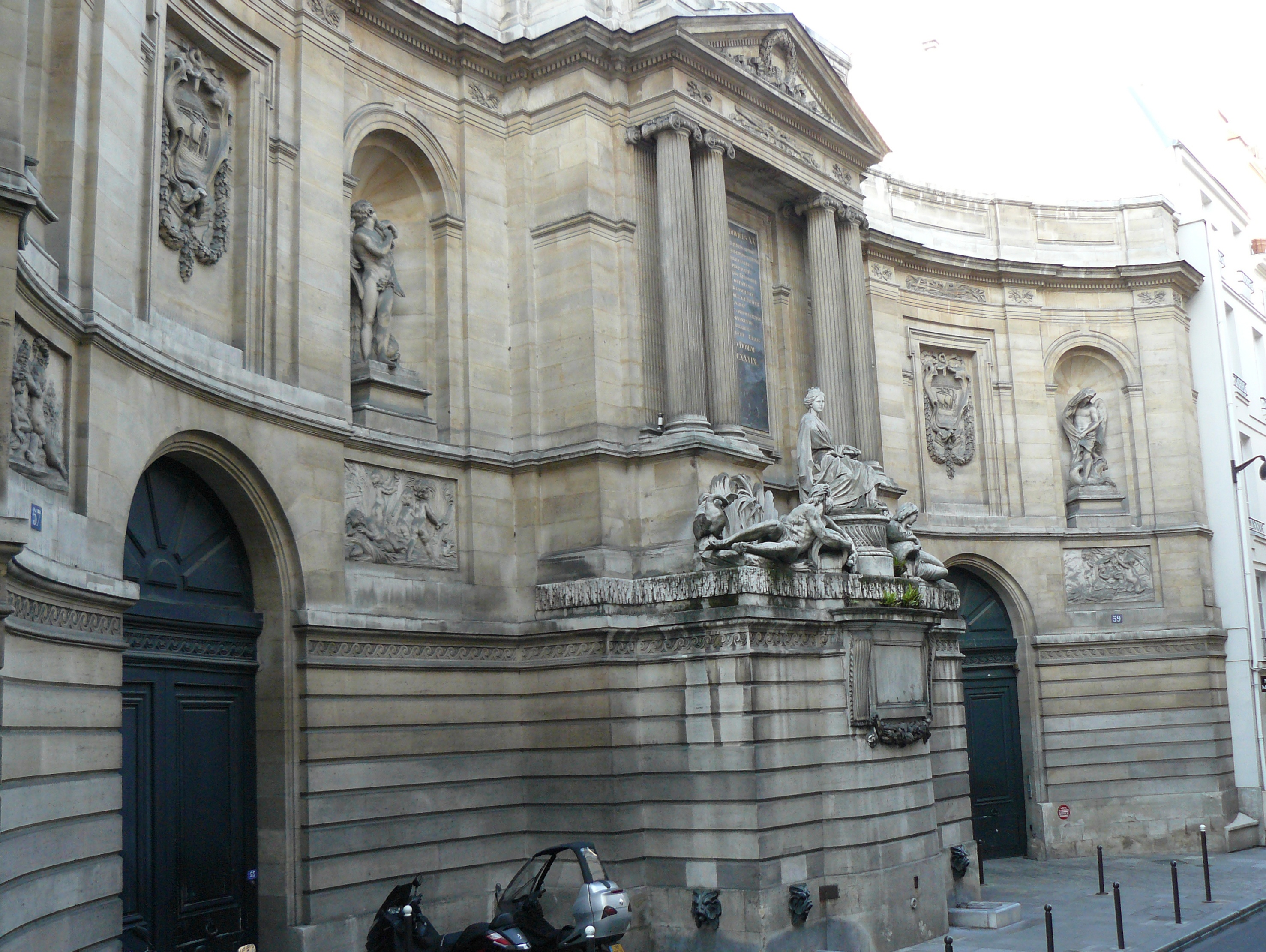
Архітектурний декор фонтану
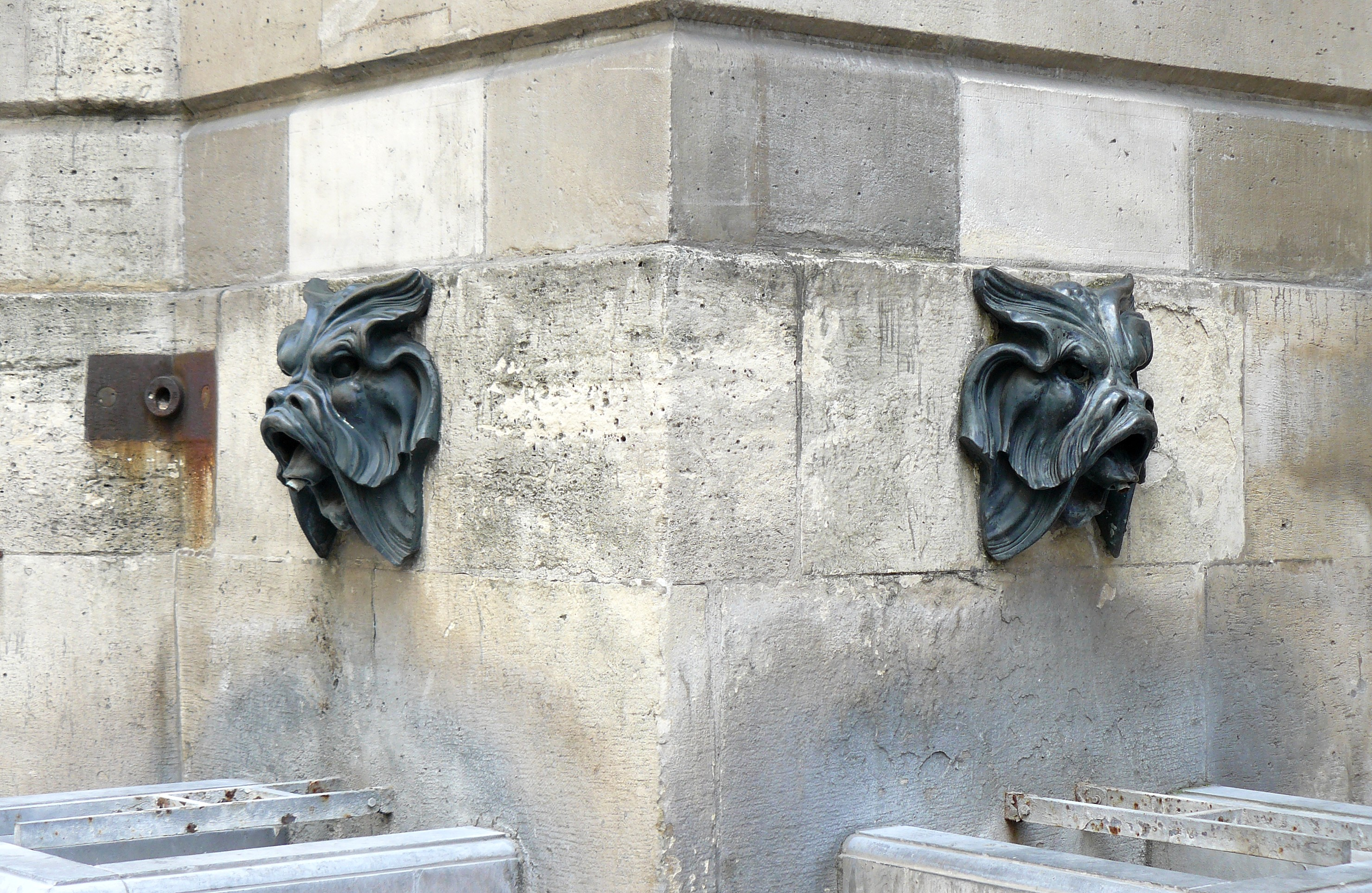
Сопла для питної води колишнього фонтану
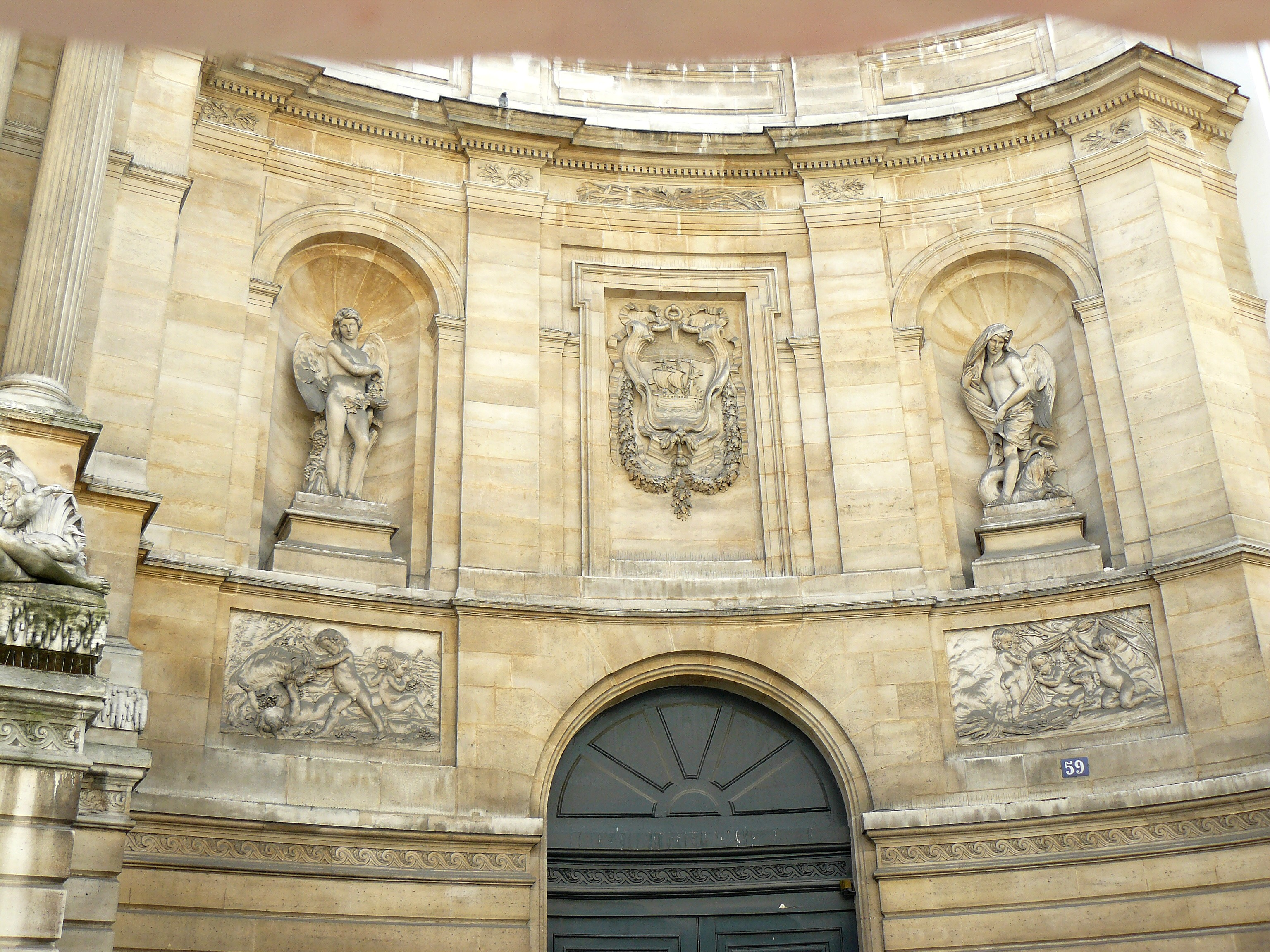
Скульптури-алегорії  сезонів
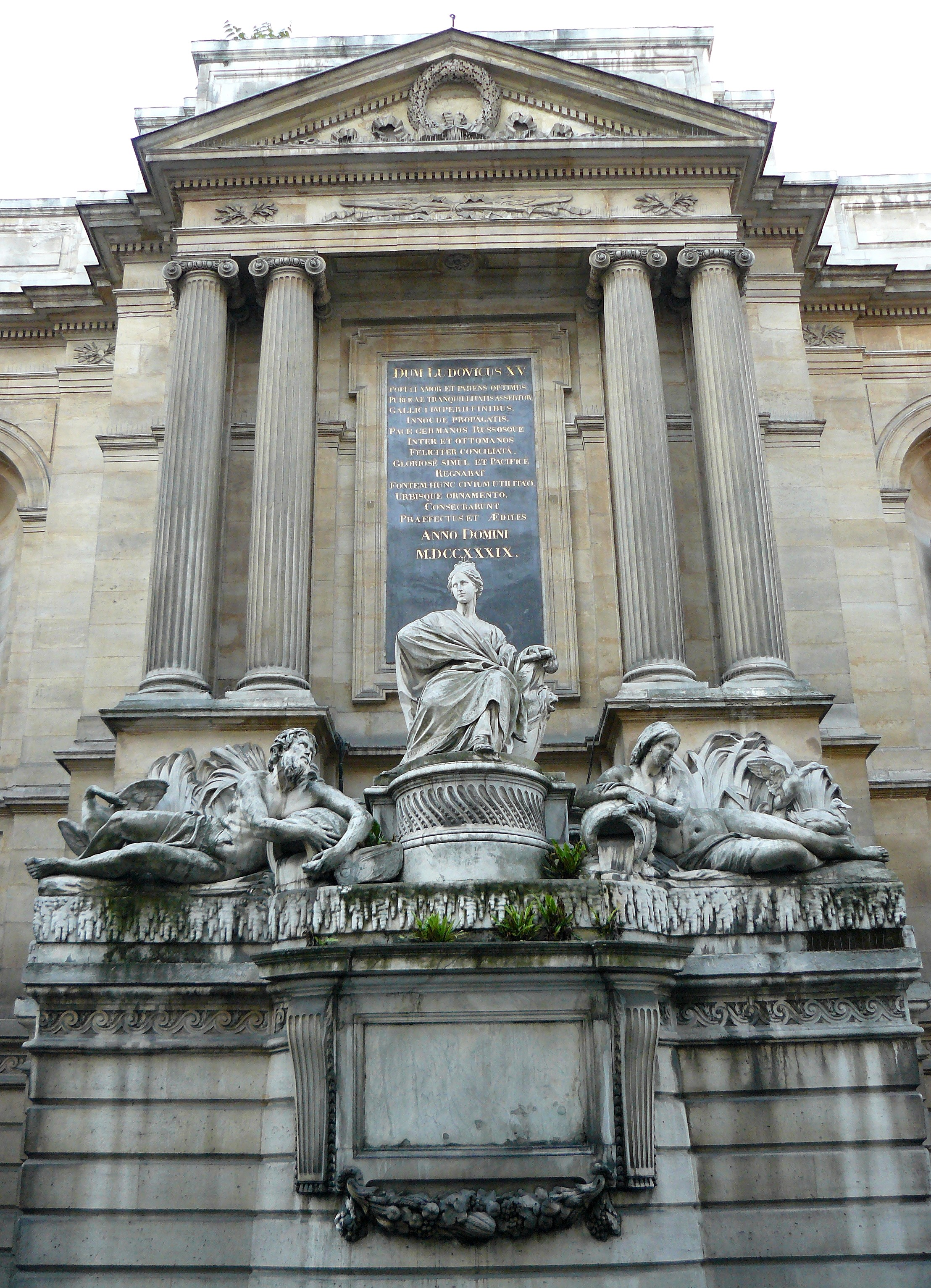
Центральна частина архітектурної декорації фонтану